# فعل مثال
الفِعْل المِثَال هو الفعل الذي كان حرفه الأول حرف علّة (واوًا أو ياءً)، مثل وَزَنَ، وَعَدَ، وَقَفَ، يَسَرَ، يَبِسَ، يَئِسَ.

## وجه التسمية
سمي الفعل معتل الفاء بالمثال لأنه يماثل الصحيح في عدم إعلال ماضيه فلا تقلب واوه أو ياؤه ألفا بخلاف الأجوف والناقص الذي تكون ألفهما منقلبة عن واو أو ياء

### مواضيع ذات علاقة
- الفعل الأجوف.
- الفعل الناقص.
- الفعل المعتل.

### وصلات خارجية
- الفعل المثال على شبكة المعرفة الريفية.